# Lucjan Józefowicz
Lucjan Józefowicz (Uniejów, 30 de junho de 1935 – Łódź, 29 de setembro de 2023) foi um ciclista de pista polonês. Competiu representando seu país, Polônia, nos Jogos Olímpicos de Verão de 1964 em Tóquio, onde terminou em quinto lugar na prova de perseguição individual de 4 km.